# 더티 맥

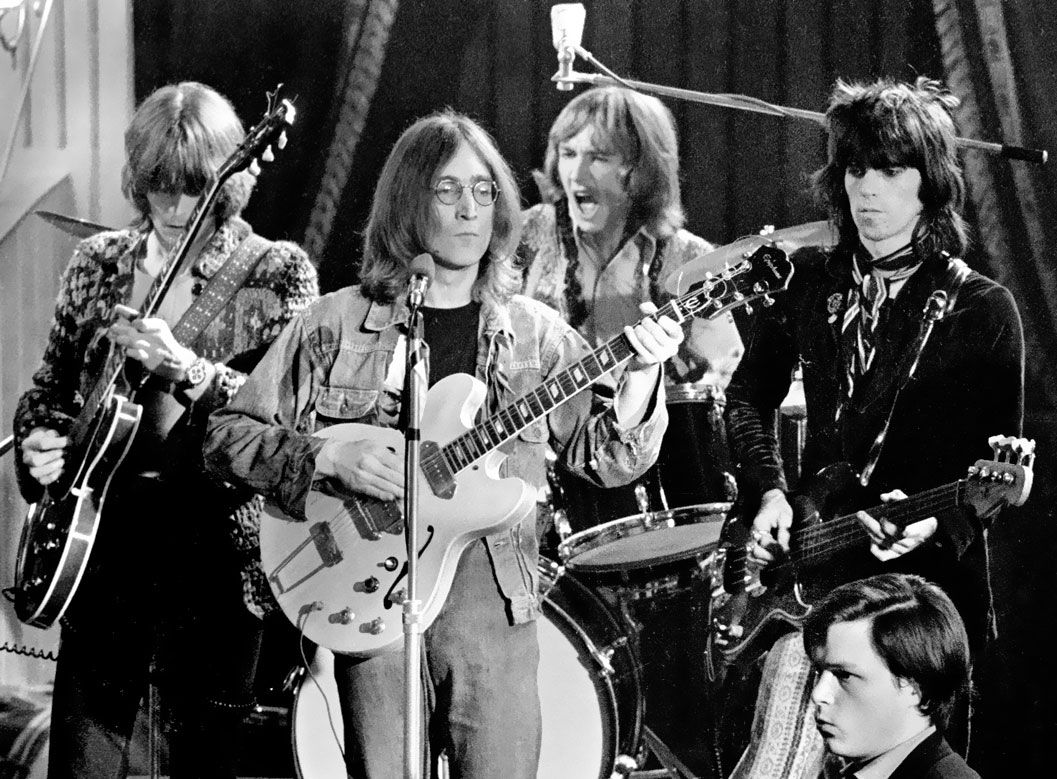

더티 맥(The Dirty Mac)은 영국의 슈퍼그룹이다.
비틀즈의 존 레논, 롤링 스톤스의 키스 리처즈, 크림의 에릭 클랩튼, 지미 헨드릭스 익스피리언스의 미치 미첼이 《The Rolling Stones Rock and Roll Circus》와 비틀즈의 《The Beatles (화이트 앨범)》에 수록된 〈Yer Blues〉를 연주하기 위해 1968년 단 한번 결성하였다.
백업으로 오노 요코와 바이올리니스트 이브리 기틀리스가 참여했다.
1996년에 발매된 이후 2004년 DVD로 재발매된 〈Yer Blues〉의 DVD판에는 화면이 4분할된 스페셜 영상이 수록되어 있다.